# Средњево
Средњево је насеље у Србији у општини Велико Градиште у Браничевском округу. Према попису из 2022. било је 344 становника.
Указом Краља од 23. јануара 1925. године насеље је добило статус варошице.

## Историја
Средњево је настало на први дан Ускрса 1346. године у долини реке Пек (река).
Постојала су два насеља, на северу Рувенац а на југу Добридол,на удаљености од по један километар од раскрснице на којој се данас налази насеље. У 14.веку куга је скоро уништила оба насеља. Људи који су преживели,направили су ново насеље. Тако је настало село са именом Средње, а касније Средњево.Под владавином турског царства,свака кућа је пописана. То је значило да је једна кућа-једно домаћинство-једна пореска глава,тако је убиран порез-харач. Тада је Средњево које је постојало 112 година припадало управи Среза Рамског.

### Време од 1820. до 1940. године
Време од 120 година. У свакој окупацији једне земље,на власти је неко из народа.

#### Власт
Вујица Рајчић је по вољи народа добио мандат за председника села: Средњево , Камијево и Чешљева Бара . Један податак говори да је у Средњеву, у приватној кући Милоша Четовође отворена школа 1871. године. Први учитељ био је Алекса Цветковић из Велико Градиште. Школа је радила годину дана. Вујица Рајчић иако у поодмаклим годинама, постиже сагласност истомишљеника и почиње изградњу нове школе. Плац за нову школу поклања средњевски трговац Недељко Трифуновић.

#### Председници средњевске општине 1860-1941
Вујица Рајчић –председник у два мандата и народни посланик, Недељко Трифуновић-трговац, Милосав Богић, Јован Марић, Перча Г. Недељковић, Илија Стојановић, Милорад Стојковић, Драгутин Мишић, Урош Стојановић, Драгутин Ђ. Мишић, Јован И. Дамњановић од 1925-1933. године, Мирко Д. Стојановић од 1934-1939. године, Војислав Богић од 1941-1944. године.

## Вујица Рајчић (1799-1904)
Свештеник и први председник села Средњева. У време када је одлучио да се сагради школа имао је 82. године и био је неписмен. Одмах након тога је Недељко Трифуновић поклонио плац за изградњу школе. 1876. године почиње изградња школе и цркве у исто време. Црква је завршена 1882. године. Освећење је извршио Митрополит Србије Теодосије.
Школа је порушена 1948. године и на новој локацији почиње изградња нове школе. Настава ђака одржавала се у приватној кући, власништва Јеврема Величковића-трговца у Земљорадничкој задрузи основаној 1920. године.
Споменик добротвору,народном посланику Вујици Рајчићу 1938. године подижу захвално грађанство и црква .

## Милорад Живановић (1926-1943)
Активиста СКОЈ-а пре рата. Борио се у рату до 1943. године. Убијен од стране Немаца. Осмогодишња школа у Средњеву носи назив по њему.

## Дућани у Средњеву
Девет дућана у селу Средњеву од 1920-1941. године. Након тога долази рат са Немачком и трговина се одвијала преко црне берзе. После рата су све трговине-бакалнице укинуте и конфисковане.

### Млин „Лазинац”
Саграђен 1920.године под руководством Лазара Карамарковића. Спаљен је 1934.године.
1938/39.године у договору са општином Средњевском Љуба Стефановић је саградио млин,који је после Другог светског рата уништен и опустушен 1946.године.

## Култура у Средњеву
Средњевековни свештеник Драгољуб Матејић оформио је црквено певачко друштво са око 30 чланова за литургију и драмску секцију. Након неколико година Средњево добија учитеља који образује младо певачко друштво под именом „Слога” које траје до 1933.године.
Група младих средњевских младића подносе усмени захтев учитељу Светиславу Јанковићу да Средњевску читаоницу уступи на коришћење селу. 1940.године читаоница је била доступна свима. Те вечери је одржана седница и изабран је народни одбор од по пет чланова ,као и библиотекар и благајник Драгољуб Недељковић све до 1945.године када одлази у Београд у Министарство Просвете Србије. Водио је и драмску секцију, режирао представе, кулисе у ентеријеру и екстеријеру. Читаоницу преузима Боривоје Марић. После 1950.године нестало је позориште у Средњеву.

### Парохија Средњевска
Парохију Средњевску чине села: Камијево, Средњево, Чешљева Бара и Шувајић. Црква Вазнесења Господњег подигнута је 1886. године, а обновљена је о стогодишњици 1986. године. Парохијски дом саграђен је 1947. године а црквена сала 1999. године.
Председник црквене општине: протонамесник Миодраг Миљковић, рукоположен 1982.године.

## Спорт
Фудбалски клуб „Средњево” настаје 1933.године. Прву екипу чинили су: Чеда Стојковић- оснивач клуба, Драгољуб Животић, Драгољуб Перић, Жарко Мишић, Лука Рајчић, Драга Живковић, Живорад Милорадовић, Живојин Стојановић, Мома Цвејић, Власта Милуновић, Андра Миловановић, Драга Животић и Милован Вељковић. Играли су са тадашњим тимовима из околних села Раброво, Смољинац, Браничево (Голубац) и других екипа које су имале формиране тимове. На почетку није било никакве опреме, већ се играло у кожним опанцима, панталонама и кошуљама. Ангажовањем свих играча 1937. године, купљена је прва права фудбалска опрема плаве боје. До почетка Другог светског рата одиграно је мноштво утакмица. Фудбалери су на утакмице до оближњих места ишли пешице, тек касније коњском запрегом.

### Рат и фудбал
Рат је у први мах за кратко прекинуо активност фудбалера. Средином октобра 1941. године почело је одигравање првих утакмица у ратним условима, све до 1944. године, када су играчи мобилисани и упућени на фронтове. Међу мобилисаним играчима био је и Милован Вељковић, најбољи десни бек и стрелац екипе у историји ФК „Средњево”. Голман Јовић Милисав је погинуо, а Живојин Стојановић и Милован Вељковић су се из рата вратили рањени. Милован је изгубио око, али је наставио да игра фудбал. Године 1946. клуб је заживео, променивши назив у ФК „Омладинац”.

## Демографија
У насељу Средњево живи 435 пунолетних становника, а просечна старост становништва износи 45,0 година (44,2 код мушкараца и 45,6 код жена). У насељу има 151 домаћинство, а просечан број чланова по домаћинству је 3,51.
Ово насеље је великим делом насељено Србима (према попису из 2002. године), а у последња три пописа, примећен је пад у броју становника.
|  |

| Демографија | Демографија | Демографија |
| Година      | Становника  | Становника  |
| ----------- | ----------- | ----------- |
| 1948.       | 867         |             |
| 1953.       | 910         |             |
| 1961.       | 866         |             |
| 1971.       | 841         |             |
| 1981.       | 790         |             |
| 1991.       | 693         | 597         |
| 2002.       | 530         | 633         |
| 2011.       | 468         |             |

| Етнички састав према попису из 2002.‍ | Етнички састав према попису из 2002.‍ | Етнички састав према попису из 2002.‍ | Етнички састав према попису из 2002.‍ | Етнички састав према попису из 2002.‍ |
| ------------------------------------ | ------------------------------------ | ------------------------------------ | ------------------------------------ | ------------------------------------ |
|                                      |                                      |                                      |                                      |                                      |
| Срби                                 | Срби                                 |                                      | 517                                  | 97,54%                               |
| Роми                                 | Роми                                 |                                      | 2                                    | 0,37%                                |
| Власи                                | Власи                                |                                      | 1                                    | 0,18%                                |
| непознато                            | непознато                            |                                      | 9                                    | 1,69%                                |

| Година пописа     | 1948. | 1953. | 1961. | 1971. | 1981. | 1991. | 2002. |
| ----------------- | ----- | ----- | ----- | ----- | ----- | ----- | ----- |
| Број домаћинстава | 178   | 186   | 185   | 190   | 193   | 168   | 151   |

| Број чланова      | 1  | 2  | 3  | 4  | 5  | 6  | 7 | 8 | 9 | 10 и више | Просек |
| ----------------- | -- | -- | -- | -- | -- | -- | - | - | - | --------- | ------ |
| Број домаћинстава | 32 | 27 | 21 | 23 | 17 | 18 | 8 | 5 | 0 | 0         | 3,51   |

| Пол    | Укупно | Неожењен/Неудата | Ожењен/Удата | Удовац/Удовица | Разведен/Разведена | Непознато |
| ------ | ------ | ---------------- | ------------ | -------------- | ------------------ | --------- |
| Мушки  | 217    | 41               | 144          | 23             | 9                  | 0         |
| Женски | 242    | 23               | 147          | 59             | 13                 | 0         |
| УКУПНО | 459    | 64               | 291          | 82             | 22                 | 0         |

| Пол    | Укупно                    | Пољопривреда, лов и шумарство | Рибарство                            | Вађење руде и камена | Прерађивачка индустрија       |
| ------ | ------------------------- | ----------------------------- | ------------------------------------ | -------------------- | ----------------------------- |
| Мушки  | 115                       | 72                            | 0                                    | 0                    | 3                             |
| Женски | 91                        | 57                            | 0                                    | 0                    | 9                             |
| УКУПНО | 206                       | 129                           | 0                                    | 0                    | 12                            |
| Пол    | Производња и снабдевање   | Грађевинарство                | Трговина                             | Хотели и ресторани   | Саобраћај, складиштење и везе |
| Мушки  | 0                         | 5                             | 15                                   | 3                    | 1                             |
| Женски | 0                         | 1                             | 5                                    | 0                    | 1                             |
| УКУПНО | 0                         | 6                             | 20                                   | 3                    | 2                             |
| Пол    | Финансијско посредовање   | Некретнине                    | Државна управа и одбрана             | Образовање           | Здравствени и социјални рад   |
| Мушки  | 0                         | 1                             | 1                                    | 7                    | 1                             |
| Женски | 0                         | 1                             | 2                                    | 7                    | 6                             |
| УКУПНО | 0                         | 2                             | 3                                    | 14                   | 7                             |
| Пол    | Остале услужне активности | Приватна домаћинства          | Екстериторијалне организације и тела | Непознато            | Непознато                     |
| Мушки  | 1                         | 0                             | 0                                    | 5                    | 5                             |
| Женски | 1                         | 0                             | 0                                    | 1                    | 1                             |
| УКУПНО | 2                         | 0                             | 0                                    | 6                    | 6                             |